# Bencode
Bencode（発音は「ビーエンコード」）は、P2Pファイル共有システムBitTorrentにおいて、緩やかに構造化されたデータを保存および送信するために使用されるエンコード方式である。
この形式は以下の4種類の値をサポートしている：
- バイト文字列
- 整数
- リスト
- 辞書（連想配列）

Bencodingはトレントファイルにおいて最も一般的に使用されており、BitTorrentの仕様の一部をなしている。これらのメタデータファイルは単にbencode形式の辞書である。
Bencodingは単純であり（数値が10進表記のテキストとしてエンコードされるため）エンディアンの影響を受けない。これはBitTorrentのようなクロスプラットフォームアプリケーションにとって重要である。また、アプリケーションが予期しない辞書のキーを無視する限り、柔軟性も高く、新しいキーを追加しても互換性を損なうことがない。

## エンコードアルゴリズム
BencodeはASCII文字を区切りとして使用し、数字でデータ構造を単純かつコンパクトにエンコードする。
- 整数はi<10進整数>eという形式でエンコードされる。
  - 整数は10進表記でエンコードされ、先頭にハイフンを付けて負数を表現できる。
  - 先頭のゼロは許されない（ただし0は例外）。
  - 例：
    - ゼロはi0eとエンコードされる。
    - 数値42はi42eとエンコードされる。
    - 負の42はi-42eとエンコードされる。

- バイト文字列は<長さ>:<内容>という形式でエンコードされる。
  - 長さは文字列のバイト数であり、10進表記でエンコードされる。
  - コロン（:）で長さと内容を区切る。
  - 内容は長さで指定されたバイト数と正確に一致する。
  - 例：
    - 空文字列は0:とエンコードされる。
    - 文字列"bencode"は7:bencodeとエンコードされる。

- リストはl<要素>eという形式でエンコードされる。
  - lで始まりeで終わる。
  - 要素はbencode形式の値であり、区切りなしに連結される。
  - 例：
    - 空リストはleとエンコードされる。
    - 文字列"bencode"と整数-20を含むリストはl7:bencodei-20eeとエンコードされる。

- 辞書はd<ペア>eという形式でエンコードされる。
  - dで始まりeで終わる。
  - キーと値のペアを含む。
  - キーはバイト文字列であり、辞書順に並べる必要がある。
  - 各キーの直後に対応する値を配置する。値の型は任意のbencode形式でよい。
  - 例：
    - 空の辞書はdeとエンコードされる。
    - キー"wiki" → "bencode"および"meaning" → 42の辞書はd7:meaningi42e4:wiki7:bencodeeとエンコードされる。

リストおよび辞書の中に格納できる値の型には制限がなく、他のリストや辞書を含めることもできるため、任意に複雑なデータ構造を構築することができる。

### Bencodeにおけるエラーの種類
形式が不正なbencodeにおいて発生しうるエラーは以下のとおりである：
1. ルート値がnullである。
2. ルート項目が単一でない。
3. 無効な型を検出（'i'、'l'、'd'、あるいは'0'～'9'以外の文字）。
4. 'i'、'l'、または'd'型に対応する終端記号'e'の欠如。
5. 整数に関するエラー：
  1. 数字以外の文字が含まれている。
  2. 先頭にゼロがある。
  3. 負のゼロである。
6. バイト文字列に関するエラー：
  1. 負の長さ。
  2. 長さの後に':'がない。
  3. 文字列の完了前に予期せぬEOF。
7. 辞書に関するエラー：
  1. キーが文字列でない。
  2. キーが重複している。
  3. キーが辞書順に並んでいない。
  4. キーに対応する値が存在しない。

## 特徴
Bencodeは非常に特化された形式のバイナリコーディングであり、いくつかの独自の特性を持っている：
- 各（複雑な）値に対して有効なbencodeは一意である。すなわち、値とそのエンコードとの間に全単射が存在する。これにより、アプリケーションは値をデコードせずに、エンコード形式を比較することで値の比較が可能となる。
- Bencodingは、JSONやYAMLといったデータ言語と類似した用途を持ち、複雑ながらも緩やかに構造化されたデータをプラットフォーム非依存な形で保存することができる。これにより複雑なデータに対して線形メモリ上の保存が可能となる。

## 欠点
しかし、この一意性は以下のような問題を引き起こす可能性がある：
- Bencodeエディタは非常に少ない[2]
- bencodeファイルはバイナリデータを含むため、またバイナリ文字列の保存形式に関する複雑さから、テキストエディタで安全に編集することは困難である。
- 多くのbencodeコード群は手動でデコード可能である。しかし、bencode値はしばしばバイナリデータを含むため、デコード作業は非常に複雑になりがちである。bencodeは人間が読みやすいエンコード形式とは見なされていない。
- 仕様はASCIIセットに含まれる文字のエンコードのみに対処しており、他の文字セットに関する対処はユーザーに委ねられている。これにより解釈が分かれ、一貫性に欠ける結果を生じる。